# Banca Privada d'Andorra
Banca Privada d'Andorra (BPA) (en español: Banca Privada de Andorra) fue una entidad bancaria de capital íntegramente andorrano fundada en 1957. Su principal negocio se centraba en la actividad de banca privada y estaba presente en seis países: Andorra, España, Suiza, Luxemburgo, Panamá y Uruguay. Banca Privada de Andorra inició su actividad en 1958 bajo la denominación de Banca Cassany. En 1994 cambió su denominación por Banca Privada de Andorra, S.A. BPA operaba bajo la regulación y supervisión del Instituto Nacional Andorrano de Finanzas (INAF), autoridad del sistema financiero andorrano que ejerce sus funciones con independencia de la Administración general. En 2015, el INAF clausuró al BPA, y procedió a trasmitir sus activos saludables a otro banco.
Banca Privada de Andorra formaba parte de la Asociación de Bancos Andorranos (ABA), creada el 11 de noviembre de 1960. La Banco Privado de Andorra (BPA) cerró en 1972, luego de que el Departamento del Tesoro de Estados Unidos acusó al banco de lavar fondos ilícitos de Venezuela, China, Rusia y España. Las autoridades de Andorra presentaron una demanda contra BPA en 2018 después de una investigación de seis años. Pero mucho antes, el 30 de noviembre de 1968 a petición de la Fiscalía de Andorra en cooperación con las autoridades de EE UU por presuntoBPA adquirió Banco Madrid en julio de 2011. En marzo de 2015 fue intervenido por al Gobierno de Andorra.

## Historia
Banca Privada de Andorra fue creada en 1957 bajo la denominación de Banca Cassany e inició su actividad en 1958. En 1993 entró en el accionariado Caixa Catalunya y la entidad cambió su denominación a Banca Privada de Andorra, S.A. A partir de 2000, fecha en que Caixa Catalunya salió del accionariado de BPA, el banco pasó a estar controlado por capital 100% andorrano.
BPA inició en 2003 un plan de expansión internacional para consolidar su presencia en el mundo que lo llevó a tener presencia en seis países. Como parte del plan de crecimiento de BPA en España, BPA adquirió en julio de 2011 Banco de Madrid, entidad de banca privada hasta ese momento propiedad de Kutxa (Caja de Ahorros de Guipúzcoa y San Sebastián) y se convirtió en la primera entidad andorrana en obtener licencia bancaria en España. También en 2011, BPA culminó la compra de la sociedad de valores Interdin S.A., novena en ranking de sociedades por volumen de negociación.
El proceso de expansión en España continuó en 2012, año en el que BPA logró incrementar un 50% el volumen de recursos gestionados gracias a la compra de la gestora de patrimonios Nordkapp al Banco de Valencia. En enero de 2013, Banco Madrid, la filial española de BPA, anunció la adquisición de la gestora de patrimonios Liberbank Gestión y la formalización de una alianza estratégica con Liberbank para desarrollar productos de inversión de forma conjunta e integrar sus sociedades gestoras de instituciones de inversión colectiva en una única sociedad, Banco Madrid Gestión de Activos.
El 30 de noviembre de 2012 a petición de la Fiscalía de Andorra en cooperación con las autoridades de EE. UU. por presunto delito de blanqueo de dinero fueron bloqueados cuentas de jerarcas venezolanos que presuntamente lavaban en Andorra dinero procedente de sobornos internacionales a cambio de adjudicaciones de contratos públicos por parte del Gobierno de Chávez. Sin embargo el 13 de mayo de 2013 un fallo judicial que ganaron los abogados de los venezolanos lograron que la titular del Tribunal de Corts, Anna Estragués, ordenara el desbloqueo de su patrimonio. Fuentes próximas a la investigación aseguran que los beneficiados por la sentencia andorrana que pudieron retirar su dinero del BPA son algunos de los nombres que figuran en el informe del Servicio Anti Blanqueo de Capitales (Sepblac), porque también eran clientes de Banco Madrid. Para esos años (2013) se sospecha de un blanqueo de 2.000 millones de dólares procedentes de la petrolera venezolana PVDSA. Todo esto se descubría a partir de una investigación de la mafia rusa cuando se desarrollaba la Operación Clotilde.
Posteriormente, en noviembre de 2013, Banco Madrid y BMN alcanzaron un acuerdo en virtud del cual Banco Madrid adquirió la gestora de Banco Mare Nostrum (BMN) y pasó a gestionar los fondos de inversión que se distribuyen en exclusiva en la red comercial de BMN. Esta operación se hizo efectiva en marzo de 2014. Con la incorporación de BMN gestión de activos, Banco Madrid pasó a situarse entre las 15 primeras entidades por volumen de activos bajo gestión en el ranking de Inverco, como fondos de inversión y sicavs, con más de 4.500 millones.
El 10 de marzo de 2015 el departamento del tesoro de los Estados Unidos acusó al BPA de blanqueo de capital procedente de grupos criminales lo que conllevo el arresto de algunos de sus directivos y la intervención por parte del Banco de España de su filial en España Banco de Madrid.

### Intervención bancaria
Luego de ser intervenido el Banco de Andorra las investigaciones de lavado de dinero han continuado. El 13 de septiembre de 2018, el diario español El País reseñó que los venezolanos Nervis Villalobos y Javier Alvarado Ochoa fueron procesado por un juzgado en Andorra por su presunta vinculación con el blanqueo de capitales en establecimiento bancario y pertenencia a una red que cobró entre 2007 y 2012 sobornos de empresas que después se vieron beneficiadas con adjudicaciones millonarias de PDVSA. Según la policía de Andorra, Villalobos movió 124 millones de euros a través de una decena de depósitos en Andorra.
El 4 de mayo de 2023 el Gobierno de Andorra bloqueó cuentas por un monto de 55 millones de dólares de 21 ejecutivos venezolanos de las presuntas comisiones ilegales abonadas a la red por contratistas que recibieron millonarias adjudicaciones de PDVSA, Corpoelec y Electricidad de Caracas, antes del 2015. Entre los cuales se bloqueo a Diego Salazar 20 millones de dólares (18.5 millones de euros), se bloqueo 5,7 millones euros (6,3 millones de dólares) pertenecientes a Javier Alvarado, se bloqueo 2 millones de euros (unos 2,2 millones de dólares) pertenecientes a Villalobos y que manejó a través de una decena de depósitos en Andorra, unos 124 millones de euros (137 millones de dólares).

## Estructura organizativa
El Consejo de Administración de BPA está compuesto por:
Higini Cierco Noguer, Presidente y consejero del Banco Madrid

Ramon Cierco Noguer, Presidente y consejero del banco Madrid

Ricard Climent Meca, Consejero (ex directivo de Caixa Catalunya)

Bonaventura Riberaygua Sasplugas, Consejero- Vocal

Joan Pau Miquel Prats, Consejero Director General

Frederic Borràs Pàmies, Consejero y Presidente de honor del Colegio de Censores Jurados de Cuentas de Cataluña.

Rosa Castellón Sánchez, Secretaria

## Gestión de patrimonios
A cierre de 2013, el Grupo BPA presentaba un volumen total de activos bajo gestión de 7.074 millones de euros, de los cuales 3.660 millones correspondían a su actividad en el mercado español a través de su filial Banco de Madrid.
El Grupo ha obtenido diversos reconocimientos internacionales por su actividad en el área de gestión de patrimonios. En 2011 Citywire calificó a los gestores del fondo BPA International Selection Fund Dolphin Equities con el índice de audiencia A. Esta misma publicación calificó en 2012 al gestor del fondo BPA Fondo Ibérico Acciones FI con el índice de audiencia A, calificación que fue revalidada en enero de 2013. Asimismo, fue calificado como mejor fondo en renta variable nacional en 2010 y mejor fondo de su categoría a 3 años (2010-2012) según Bloomberg e Inverco, respectivamente. BPA Ibérico Acciones, gestionado por Banco Madrid y que en marzo de 2013 pasó a denominarse Banco Madrid Ibérico Acciones, obtuvo en 2012 las cuatro estrellas de Morningstar, con las que ha consiguió la categoría de bronce otorgada por esta firma de análisis. Uno de los más recientes fondos de inversión comercializado, Banco Madrid SICAV Selección, ha sido calificado como el n.º 1 de 25 de su categoría según el ranking de Expansión (enero de 2014). Otros fondos que han obtenido reconocimientos son Banco Madrid Ahorro con cinco estrellas Morningstar (Índice de audiencia 3Yr) y Banco Madrid Mundial (cuatro estrellas Morningstar).
Banco Madrid, la filial del grupo BPA en España, fue nombrada en 2013 la Mejor Entidad de Banca Privada en España por la publicación económica Capital. Además, el fondo Banco Madrid Renta Fija fue reconocido por Inverco como el mejor fondo español de renta fija europea en el período 2011-2013, y en diciembre de 2013 fue distinguido con la máxima calificación de cinco estrellas en el ranking cuantitativo de Morningstar. Banco Madrid ganó en 2013 la competición de carteras de fondos de inversión de Expansión y AllFunds, recibiendo el oro a la mejor cartera conservadora y la plata a la segunda mejor cartera agresiva.
En sicavs, la firma de análisis VDOS confirmó a Banco Madrid como líder en rentabilidad en España en 2012, con seis sociedades entre las 15 más rentables del año 2012. Según los datos de VDOS, Banco Madrid fue la entidad con mayor captación de patrimonio en sicavs en 2013, con una captación neta de 269 millones de euros. En marzo de 2014 Banco Madrid ocupaba el puesto 13 del ranking de gestoras por volumen, con 71 sicavs y un patrimonio cercano a los 700 millones de euros. La entidad se sitúa en el Top10 del ranking de Euromoney.

## Responsabilidad corporativa
En 2013 BPA destinó el 21,02% de sus beneficios a actividades relacionadas con la responsabilidad corporativa en el ámbito económico, social y medioambiental, así como a la Fundación Privada Banca Privada de Andorra. Las iniciativas de ámbito social, que incluyen aspectos laborales, programas para la comunidad, actividades deportivas, representan el 94,54% de los recursos dedicados por BPA a la responsabilidad corporativa. El Grupo revalidó en 2013 el certificado efr como Empresa Familiarmente Responsable que otorga la Fundación Másfamilia por su gestión de la conciliación, con el aval del Ministerio de Sanidad, Política Social e Igualdad español.
BPA desarrolla gran parte de sus actividades de responsabilidad corporativa por medio de la Fundación Privada Banca Privada de Andorra, entidad sin ánimo de lucro que nació en 2008 con el objetivo de favorecer proyectos y servicios que representen una mejora para los ciudadanos, desde el punto de vista asistencial, sociolaboral y medioambiental. La Fundación promueve proyectos propios y otros en colaboración con asociaciones y entidades andorranas, y tiene como actuaciones prioritarias la integración de colectivos vulnerables y la formación de profesionales del ámbito social.